# Sulzfeld (Baden-Württemberg)
Sulzfeld è un comune tedesco di 4 690 abitanti, situato nel land del Baden-Württemberg.